# Life Sentence
Life Sentence debitantski album je američkog thrash metal sastava Paralysis. Album je objavljen 30. lipnja 2017. godine, a objavio ga je sam sastav digitalno.

## Popis pjesama
| 1.    | »Ignorance«         | 3:47 |
| 2.    | »Your Will«         | 2:37 |
| 3.    | »Life Sentence«     | 3:00 |
| 4.    | »Misery«            | 3:00 |
| 5.    | »Think It's Right«  | 3:33 |
| 6.    | »Deepest Void«      | 2:27 |
| 7.    | »All Your Lies«     | 4:28 |
| 8.    | »Nothing but Death« | 2:12 |
| 9.    | »Cut Deep«          | 2:16 |
| 10.   | »Karma«             | 2:47 |
| 30:07 |                     |      |

## Zasluge
Paralysis
- Matt Pavlik — bubnjevi
- Ron Iglesias — gitara, prateći vokali
- Jon Plemenik — vokali, ritam gitara
- Patrick Harte — bas-gitara, prateći vokali